# Richard von Kraewel
Richard Karl Friedrich Bernhard von Kraewel (17. kolovoza 1861. – 14. lipnja 1942.) je bio njemački general i vojni zapovjednik. Tijekom Prvog svjetskog rata zapovijedao je s više divizija i korpusa na Zapadnom i Istočnom bojištu.

## Vojna karijera
Richard von Kraewel rođen je 17. kolovoza 1861. godine. Nakon stupanja u vojsku čin poručnika dostigao je u rujnu 1889. godine, satnikom je postao u lipnju 1893., dok je u kolovozu 1899. unaprijeđen u bojnika. U siječnju 1906. promaknut je u čin potpukovnika, dok je tri godine kasnije, u siječnju 1909., unaprijeđen u pukovnika. U veljači 1911. postaje zapovjednikom 19. pješačke pukovnije, dok je u travnju 1912. promaknut u čin general bojnika. Istodobno s promaknućem dobiva zapovjedništvo nad 34. pješačkom brigadom na čijem čelu dočekuje i početak Prvog svjetskog rata.

## Prvi svjetski rat
Na početku Prvog svjetskog rata Kraewel 34. pješačkom brigadom zapovijeda manje od dva mjeseca jer 22. rujna 1914. postaje zapovjednikom 17. pričuvne divizije. Zapovijedajući navedenom divizijom sudjeluje u Prvoj bitci na Aisnei. Krajem studenog 1914. postaje načelnikom stožera guvernera Belgije Moritza von Bissinga, dok je u travnju 1915. promaknut u čin general poručnika.
U rujnu 1915. Kraewel dobiva zapovjedništvo nad 101. pješačkom divizijom s kojom sudjeluje u invaziji na Srbiju. Navedenom divizijom zapovijeda do studenog kada preuzima zapovjedništvo nad 105. pješačkom divizijom koja se također nalazila u Srbiji. Sa 105. pješačkom divizijom zapovijeda do rujna 1916. kada postaje zapovjednikom 3. pješačke divizije koja se nalazila na Istočnom bojištu.
Kraewel u veljači 1917. postaje zapovjednikom LIV. korpusa kojim je do tada zapovijedao Viktor Kühne. Navedenim korpusom zapovijeda niti mjesec dana jer ubrzo preuzima zapovjedništvo nad IV. korpusom zamijenivši na tom mjestu Friedricha Sixta von Arnima. Četvrtim korpusom koji se nalazio u sastavu 6. armije na Zapadnom bojištu Kraewel će zapovijedati do kraja rata.

## Poslije rata
Nakon završetka rata Kraewel u prosincu 1918. postaje zapovjednikom II. korpusa. Navedenim korpusom zapovijeda do lipnja 1919. godine. Richard von Kraewel preminuo je 14. lipnja 1942. godine u 81. godini života.

## Vanjske poveznice
(eng.) Richard von Kraewel na stranici Prussianmachine.com

(njem.) Richard von Kraewel na stranici Deutschland14-18.de  Arhivirana inačica izvorne stranice od 4. ožujka 2016. (Wayback Machine)